# Platidia marionensis
Platidia marionensis är en armfotingsart som beskrevs av Cooper 1981. Platidia marionensis ingår i släktet Platidia och familjen Platidiidae. Inga underarter finns listade i Catalogue of Life.